# 刀は武士の魂
刀は武士の魂（かたなはぶしのたましい）とは、慣用句・言い回しの一つ。武士にとって刀(日本刀)には精神が宿るほど大切なものであるなどの意味合いで使われる。大小は武士の魂或いは両腰は武士の魂ともいう。
大小・両腰とは打刀(大刀)と脇差(小刀)を指す。大小の携帯の原型は室町時代から見られるが、安土桃山時代以降より大小が武士階級の身分標識となり、江戸時代にはこれらの携帯が義務化された。この「刀は武士の魂」という言葉が史料上に現れ始めたのは江戸時代後期(西暦1750年~1850年)とされる。ただし、価値観として急速に拡大していったのは年号が昭和になり、靖国刀が作刀されてからである。

## 概要
古来より刀剣は、武士のみならず日本人にとっての武の象徴であった。日本神話では、三種の神器の一つである天叢雲剣が、天皇の武力の象徴として崇められている。実用的な武器でありながら神聖なもの、また芸術品とされる日本刀は、古来から武器の中でも特別な地位にあったことがうかがえる。
平安時代末期~戦国時代後半にかけた中世全期を通しての武士の象徴は「弓矢」であり、特に騎射による戦闘が主体だった平安時代には弓術と馬術を併せた「弓馬の道」が武士の基本であった。
時代によって合戦における武士の表道具は、鎌倉時代末期～南北朝時代には薙刀や長寸化した太刀に、戦国時代には槍へ移行していったが、武士の象徴が弓矢から刀剣に変化したのは豊臣秀吉よる刀狩り以降である。中世において「刀」とは、腰刀とよばれる短刀を指した。
戦場における太刀や打刀は補助的な役割を負うことが多かった反面、喧嘩の道具として日常的に使用される武器という面があった。中世社会は強盗や喧嘩などによる殺人行為が日常的に発生していたが、警察機構が未発達なため自力救済が求められた。平安時代末期の段階で、武士にとって刀剣は護身用として男子必携の道具であるという認識もあり、就寝時に枕元に太刀を置いておく習慣もあった。やがて、室町時代からは偶発的な斬り合いや襲撃に備えて剣術を学ぶ武将も現れた。
中世は武士以外の者であってもあらゆる階層の人々が太刀や腰刀を身につけており、戦国時代の後半には15才の成人祝いに刀を帯びることが習俗となっていた。そして江戸時代の天和三年(1683年)まで百姓町人であっても二本差を帯びることができた。脇差を差すこと自体は明治維新まで禁止されず、日常的に帯びることは次第になくなってきたものの、葬儀や旅館、結婚など特別な時に差す習慣は残った。
天下泰平の江戸時代以降、武器としての刀は、武士の象徴としての地位を確立するとともに、工芸品としての見方もより強まっていった。伊達政宗は伊達家の象徴や献上品など政治的な意味合いを有する物として扱っていたとされる。